# Eduardo Cogorno

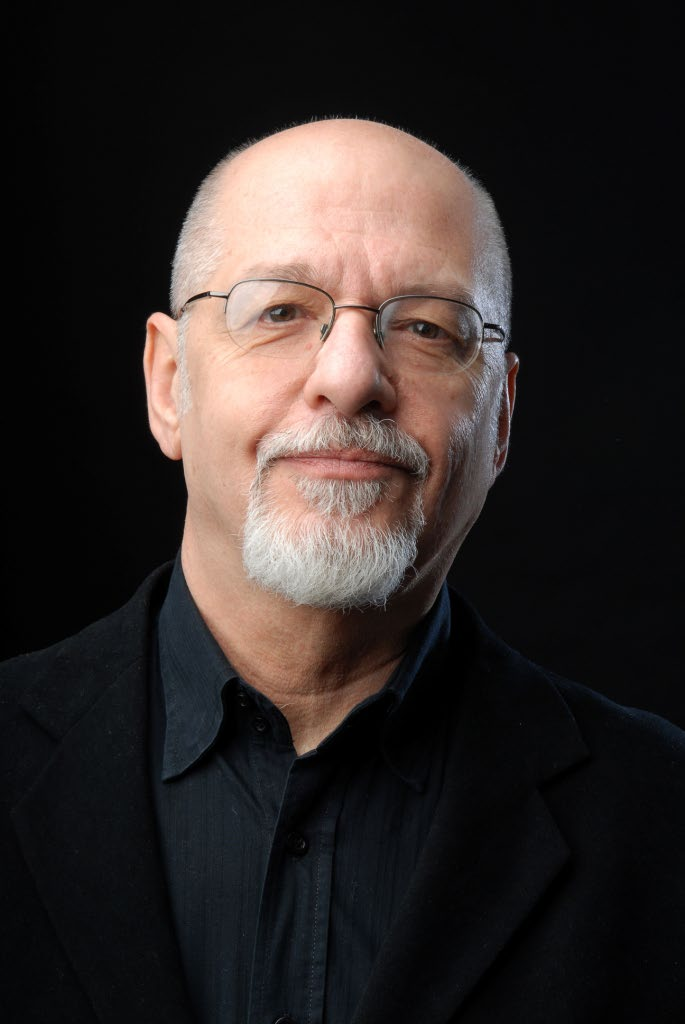

EDUARDO COGORNO, barítono, director de teatro musical, docente y gestor cultural.
Nació en Buenos Aires en 1946 Comenzó sus estudios musicales con Susana Naidich, para luego continuarlos en el Instituto Superior de Arte del Teatro Colón. Cursó 4 años en la Facultad de Arquitectura y Urbanismo entre 1965 y 1969 e ingresó en el Coro Universitario de Arquitectura dirigido por Antonio Russo.
Inició su actividad profesional como integrante del Cuarteto Zupay. Grabó el LP "Juglares" en CBS (1970), reeditado en CD (1994). Intervino en programas de radio y televisión, festivales (Cosquín, Baradero etc.) y recitales auspiciados por entidades de orden nacional e instituciones diversas. Recibió el diploma de honor de la Asociación Argentina de Música de Cámara.
Viajó a Madrid por invitación de la prestigiosa pedagoga Lola Rodríguez Aragón, para perfeccionarse en la Escuela Superior de Canto, siendo sus profesoras Isabel Penagos e Inés Rivadeneyra.
En octubre de 1971 aprobó la selección de aspirantes al Coro Nacional de España, organismo del Ministerio de Educación y Ciencia, en el que permaneció durante 3 años.
Luego de una serie de actuaciones como solista en los claustros universitarios españoles, con el auspicio de la Embajada Argentina, se le otorgó la Beca Honoraria del Colegio Mayor Argentino de Madrid en 1973.
Nuevamente en nuestro país continuó sus estudios con Ángel Mattiello, Catalina Hadis, Leo Schwarz, Guillermo Opitz , Amanda Cettera y Horacio Soutric, entre otros.
Ganó en 1975 el "Concurso para jóvenes valores" organizado por Radio Nacional. Se presentó en noviembre del mismo año en el Teatro San Martín en la parte de Don Quijote en "El Retablo de Maese Pedro" de Falla. Interpretó a Polifemo en "Acis y Galatea" de Haendel bajo el auspicio del Consejo Británico y a Bobinet en "La Vida Parisiense" de Offenbach, en la temporada de verano del Teatro Colón (1976).
Intervino en recitales con arias de ópera con la Orquesta Juvenil de Radio Nacional (1977) y la Orquesta Sinfónica de San Juan (1979). Encarnó al Dr. Falke en "El Murciélago" de Strauss, en el auditorio Parque de Mayo de San Juan (1979).
Se presentó con los grupos "Opera Estudio", "Taller de Opera", "Opera Hoy", interpretando los roles de Eneas, Papageno, Doctor Malatesta y Don Juan. Como miembro de "Opera Buenos Aires" participó en el estreno mundial de "Jettattore" de Rattembach (1980), "Bastián y Bastiana" de Mozart (1980), "II Maestro di Música" de Pergolesi y "La Cambíale di Matrimonio" de Rossini en Córdoba, Teatro Coliseo, Jockey Club de La Plata, Teatro Vera de Corrientes, Teatro Pte. Alvear y Canal 9 (1981/82).
Como integrante del elenco del Teatro Colón intervino en las representaciones de "El Conde de Luxemburgo", "La Condesa Maritza", "Guerra y Paz" y "El Zar Saltan" (1981-1986). Ha cantado bajo la dirección de los maestros Antonio García Navarro, Antonio Russo, Enrique Ricci, Jorge Lechner, Pbro. Jesús Segade, Cristian Hernández Larguía, Jorge Fontenla, Juan Emilio Martini, Mario Benzecry y Simón Blech entre otros.
Como intérprete de música de cámara realizó numerosos recitales auspiciados por la Secretaría de Cultura de la Nación, el Teatro Colón (Salón Dorado), Radio Nacional, Radio Municipal, Radio Rivadavia, Instituto Goethe, Institución Internacional Wagner, Institución Cultural Argentino-Germana, Fundación San Telmo, Consulado Gral. de Italia, Asociación Argentino-Austríaca, Alianza Francesa, La Scala de San Telmo, Biblioteca Nacional, Colegio de Escribanos etc.
Actuó en Festivales Musicales de Buenos Aires: Haendel 77, Bach 78, Purcell-Britten 79 (Teatro Colón), Bach '80, en conciertos dedicados a la música religiosa barroca y en "El Maestro de Escuela" cantata cómica de Telemann en el Museo de Arte Decorativo y “Oh, eternidad“ (Estreno mundial) de Marta Lambertini en el Auditorio de Belgrano, con la Orquesta de Cámara Mayo dirigida por el Maestro Mario Benzecry (1990)
En 1984 fundó el conjunto "De Romances y Cantares" con el propósito de estudiar, recrear y difundir la música española desde el Renacimiento hasta nuestros días. En mérito a los recitales realizados durante 30 años en importantes salas de Buenos Aires y el interior del país y a los elogiosos comentarios de la crítica, la Embajada de España a través de su Consejería Cultural les otorgó su auspicio.
Estrenó obras de compositores contemporáneos argentinos en importantes ciclos (Teatro Rivera Indarte de Córdoba, Teatro Presidente Alvear, Centro Cultural Recoleta, Fundación San Telmo, Auditorio de Belgrano y Salón Dorado del Teatro Colón).

GRABACIONES
- “Juglares” (LP CBS 1970), reeditado en CD (COLUMBIA 2-470441 - 1994), como integrante del Cuarteto Zupay.

- “Panorama de la Música Argentina”, con auspicio del Fondo Nacional de las Artes (CD IRCO 1995).

- “Renaceré en Buenos Aires (Un Tributo a Astor Piazzolla)”, con auspicio de la Fundación Astor Piazzolla y La Scala de San Telmo (CD LSST-003, 2002).
- “De Romances y Cantares” (CD LSST-006, 2005) con auspicio de la Embajada de España.
- “Crisol Hispánico” Música del cancionero sefaradí, junto al Conjunto “Ars Antiqua et Nova” (2006).
- “Reencuentro (Canciones de María Elena Walsh y Astor Piazzolla)” con arreglos de Ricardo Aconcia (PRETAL PRCD -150, 2009).

Se ha dedicado a la creación de espectáculos de teatro musical para espacios alternativos desarrollando una línea de búsqueda e investigación por encima de la trascendencia mediática o económica.

ESPECTÁCULOS DE MÚSICA-HUMOR
Ha ideado, dirigido e interpretado los espectáculos de música-humor "Allegretto Cantabile" (1984), la ópera ridícula de Miguel Ángel Rondano
"I Lupini, ossia, I gemelli incestuosi" (1986-1994) y "Operas Recogidas" (1991-1996), en el Café Mozart, Fundación San Telmo, Centro Cultural Recoleta, Teatro Independencia de Mendoza, Sala Bunge de Pinamar, El Rodeo de Catamarca, Medio Mundo Varíete, Teatro Argentino de La Plata, Fundación Banco Patricios, La Scala de San Telmo, Universidad del Salvador, Museo de Telecomunicaciones y Abril Cultural Salteño.

ESPECTÁCULOS DE TEATRO MUSICAL INSPIRADOS EN LA CULTURA ESPAÑOLA
Ha ideado, dirigido e interpretado espectáculos que contaron con el auspicio de la Embajada de España: "De Arabescos y Cantares", espectáculo coreográfico musical, con la colaboración de Graciela Ríos Saiz (coreógrafa) en el Teatro Espacios (octubre de 1989); "Ceremonia de Caminantes" (ceremonia poético-musical) con María Heguiz (actriz) y músicos en el Teatro La Capilla (1990), en la capilla del Museo Isaac Fernández Blanco (1991) y La Scala de San Telmo (1993).
"Rapsodia Española" (Un musical clásico), espectáculo coreográfico-musical con Graciela Ríos Saiz (danza) y Fernando Pérez (piano) en La Scala de San Telmo, Promúsica de Chacabuco, Museo Larreta, Auditorio Universidad de San Luis, Auditorio Dr. Juan Llerena de Villa Mercedes, Tercer Festival Musical Llao-Llao, Clásica y Moderna, Mozarteum Argentino (Pringles) y Casa de España (Córdoba) (1995 - 96). "El retablo de Manuel y Federico" (Un tributo a Manuel De Falla y Federico García Lorca) con Graciela Ríos Saiz (danza) y Marcela Fiorillo (piano) en La Scala de San Telmo (1996-1997), espectáculo nominado para los premios ACE (Asociación de Cronistas del Espectáculo), "De Romances y Cantares (Cinco siglos de música española) " con Marcela Fiorillo (piano), Sergio Bergoglio (flautas), Ornar Cyrulnik y Jorge Biscardi (guitarras) (2000-2001).
"Un retablo español (Cinco siglos de romances y cantares) " (2002), "Los colores de Lorca (guitarra, amor y muerte) " (2003 - 2005) en La Scala de San Telmo, "Los hondos caminos de la guitarra (Vida, pasión y muerte de Federico García Lorca) " (2006) en el Museo Histórico Sarmiento, Auditorio UCEMA, Casa de la Cultura del Fondo Nacional de las Artes, Fundación Encuentros Internacionales de Música Contemporánea (Colegio Público de Abogados), Teatro Español de Azul, Teatro Municipal “Rafael de Aguiar” , Sociedad Española de Socorros Mutuos de San Miguel y Colegio de Escribanos y “LORCA en Buenos Aires (1933-2013)” (2013-2014) en el Museo Histórico Sarmiento y el Auditorio UCEMA.
ESPECTÁCULOS DE TEATRO MUSICAL Y ÓPERAS
En 1995 estrenó "Gala de Tango" (La música clásica y el tango), en 1997 “Tributo a Astor Piazzolla", "Encuentro (Tiempo de Cantar) " y la ópera buffa de Fernando Albinarrate "El Barbero de Argentópolis" (puesta en escena y dirección general), en 1998 "Me gusta, pero... prefiero (un dilema musical)" y "Misia (En busca de la musa perdida)", en 1999, "Amores Republicanos (Le chant de Marianne) ", en 2000 la ópera de G. C. Menotti "La solterona y el ladrón" y "Canta San Telmo (Un puñal y una guitarra)",
en 2002 la ópera de Irma Urteaga "La Maldolida" y en 2003 "Gardel-Borges-Piazzolla (Tres grandes y el tango)".
En 2006 "Carta a Mozart (Un verano con Amadeus) " inspirado en un texto de María Elena Walsh y en 2016 “Infidelidades Mozartianas” (Un espectáculo de teatro musical que aborda desde el humor el tema de la infidelidad, tal como lo hizo Mozart) Idea, Puesta en escena y Dirección Musical
Todos estos espectáculos tuvieron excelente repercusión en el público y la crítica especializada.

ACTIVIDAD DOCENTE
Paralelamente desarrolla una intensa labor en la docencia como profesor de técnica vocal. Realizó dos giras con el Coral de los Buenos Ayres en Europa (1981) y Estados Unidos (1983) que contaron con el auspicio de importantes instituciones. Creó en 1989 Estudio Vocal Pergolesi con la intención de dar a sus alumnos la posibilidad de estudiar e interpretar arias, dúos y conjuntos de oratorios, óperas y obras de cámara.
Desde 1994 hasta 2020 ha sido profesor de Técnica vocal y repertorio y de Práctica de Conjunto Vocal e Instrumental en la Universidad Nacional de las Artes (UNA) y a partir de 2010 Director del Ensamble Lírico del DAMus (Departamento de Artes Musicales y Sonoras de la Universidad Nacional de las Artes, ex Conservatorio Nacional "Carlos López Buchardo"). En 2005 desarrolló, con auspicio del Fondo Nacional de las Artes, el Proyecto Amadeus 2006 (Salzburgo-Buenos Aires) junto a otros especialistas en áreas visuales, teatrales y musicales.
En 2014 fue nombrado Socio Honorario de la SAV (Sociedad Argentina de la Voz)
Realizó el PROYECTO ZARZUELA 2018/2019 en el marco el Ensamble
Lírico del DAMus, con el objetivo de enseñar y difundir este magnífico
Repertorio y obtuvo un resonante éxito con numerosas presentaciones en importantes salas de Buenos Aires.

ACTIVIDAD EN GESTIÓN CULTURAL
En 1993 creó el proyecto cultural La Scala de San Telmo (Premio Konex 1999) y ha sido su Director Artístico hasta 2008. Ha organizado más de cinco mil conciertos en distintos auditorios de la Capital Federal y el interior de nuestro país.
Desde 2008 a 2013 presidió la Comisión Artística de la Sociedad Argentina de la Voz y ha sido director artístico de los ciclos “Toda la Música para Todos” (UCEMA-Santa Catalina), “Abrazos Musicales” (Museo Histórico Sarmiento) y “Voces Clásicas” (Sociedad Argentina de la Voz-Facultad de Medicina).

ACTIVIDAD EN EL EXTERIOR
Realizó una gira junto a la soprano Clara Sandler y el pianista William Merrill por Estados Unidos en los meses de mayo y junio de 1996, que incluyó recitales en el World Bank Auditorium (Washington), el Killian Hall at MTTs Hayden Library (Boston) y el Consulado de la República Argentina (New York). Interpretaron obras de Manuel De Falla (Homenaje al 50 aniversario de su muerte), López Buchardo, Ginastera, Piazzolla, Guastavino y Lasala.
En julio de 1997 se presentó nuevamente en Boston con auspicio del Consulado de España en esa ciudad, el Instituto de Cooperación Iberoamericana y la Cancillería Argentina. Por invitación del profesor Richard Conrad (Director artístico de la Boston Academy of Music) realizó un curso intensivo para profesores de canto en dicha institución.
En febrero de 2008 participó en la Premiere Australiana de “María de Buenos Aires” de Astor Piazzolla y Horacio Ferrer en el Canberra Theatre dentro del Festival Multicultural de Canberra 2008.